# Yate

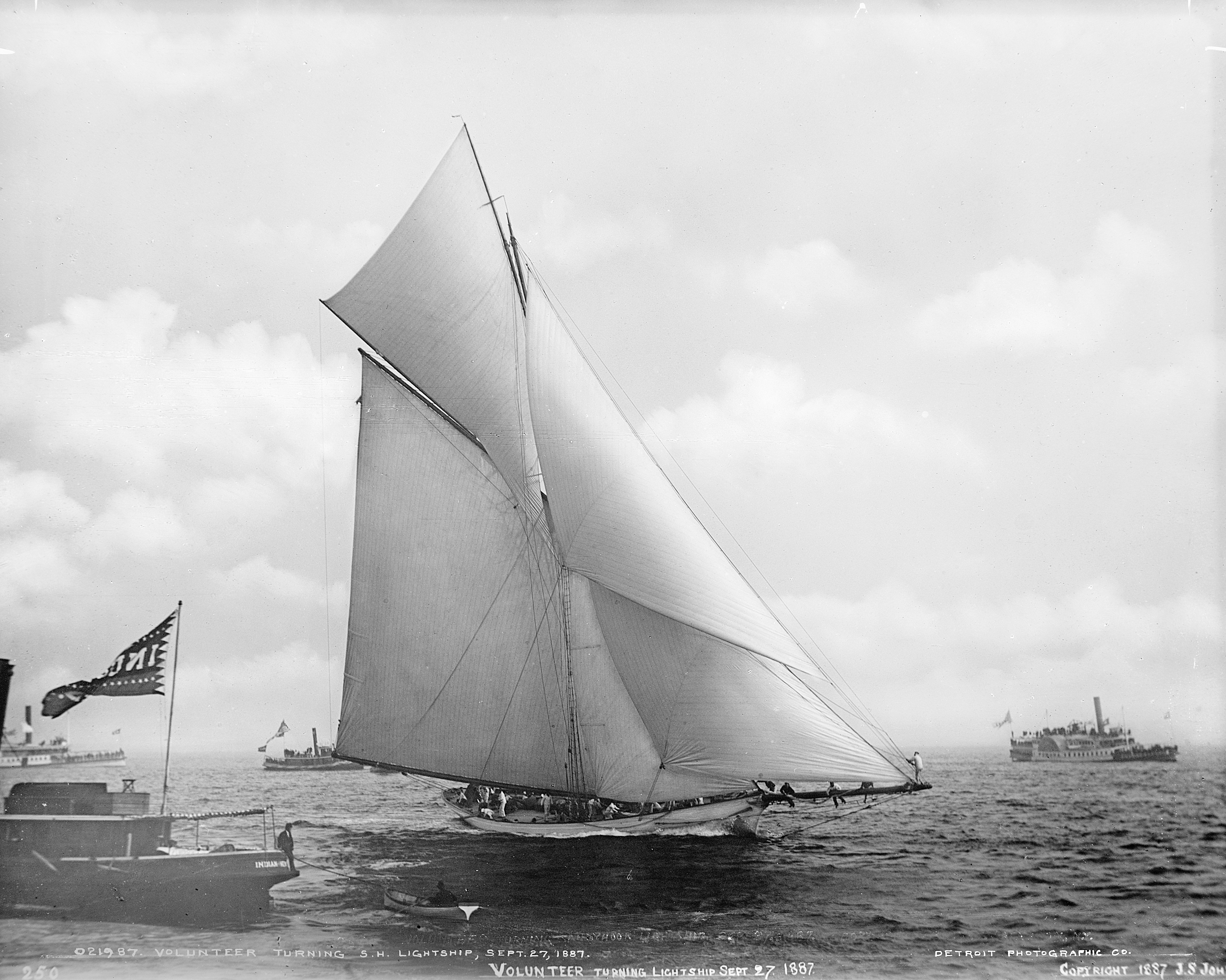
El yate a vela Volunteer, que ganó la Copa América de 1887.

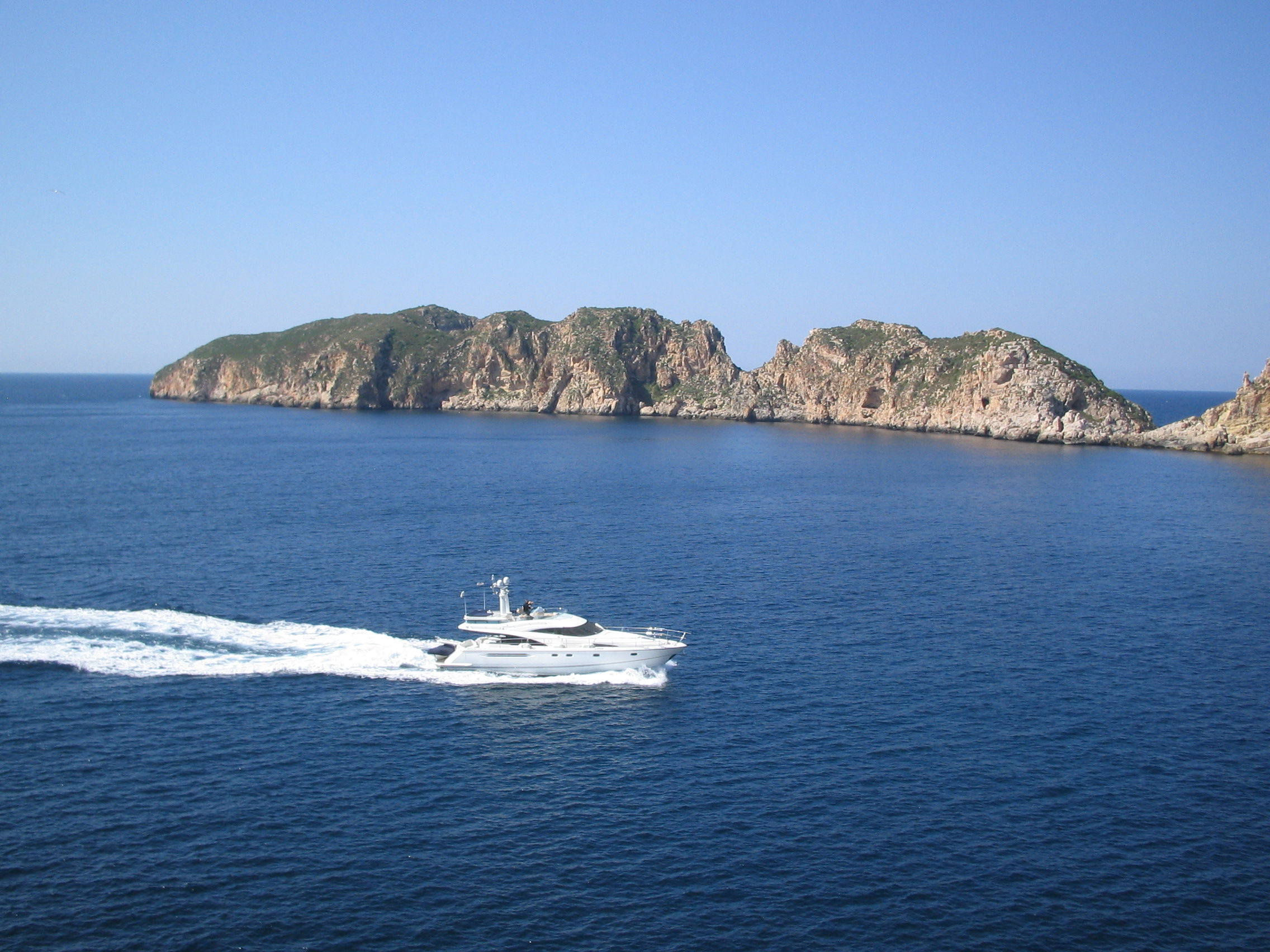
Yate de motor cruzando las islas Malgrats frente a la isla de Mallorca, España.

Un yate (del neerlandés jacht) es una embarcación de vela o de motor utilizada para navegación de recreo, crucero o regata. No existe una definición estándar, aunque el término generalmente se aplica a embarcaciones con una cabina destinada al uso nocturno. Para ser denominado yate, a diferencia de barco, una embarcación de recreo de este tipo probablemente tenga al menos 10 metros de eslora y se le puede haber considerado que tiene buenas cualidades estéticas.
El Código de Yates Comerciales clasifica los yates de 24 metros o más como grandes. Estos yates suelen requerir una tripulación contratada y tienen estándares de construcción más altos. Otras clasificaciones para yates grandes son: comerciales (que no transportan más de 12 pasajeros), privados (únicamente para el placer del propietario y los invitados), o por bandera, el país bajo el cual están registrados. Un superyate (a veces «megayate») generalmente se refiere a cualquier yate (de vela o motor) de más de 40 m.
Los yates de carreras están diseñados para enfatizar el rendimiento sobre la comodidad. Los yates de alquiler se gestionan como un negocio con fines de lucro. En 2020 había más de 15.000 yates de tamaño suficiente para requerir una tripulación profesional.

## Descripción
Su propulsión puede ser:
- A motor, con uno o varios motores que pueden ser fueraborda o integrados en el casco de la nave.
- A vela.

## Diseño

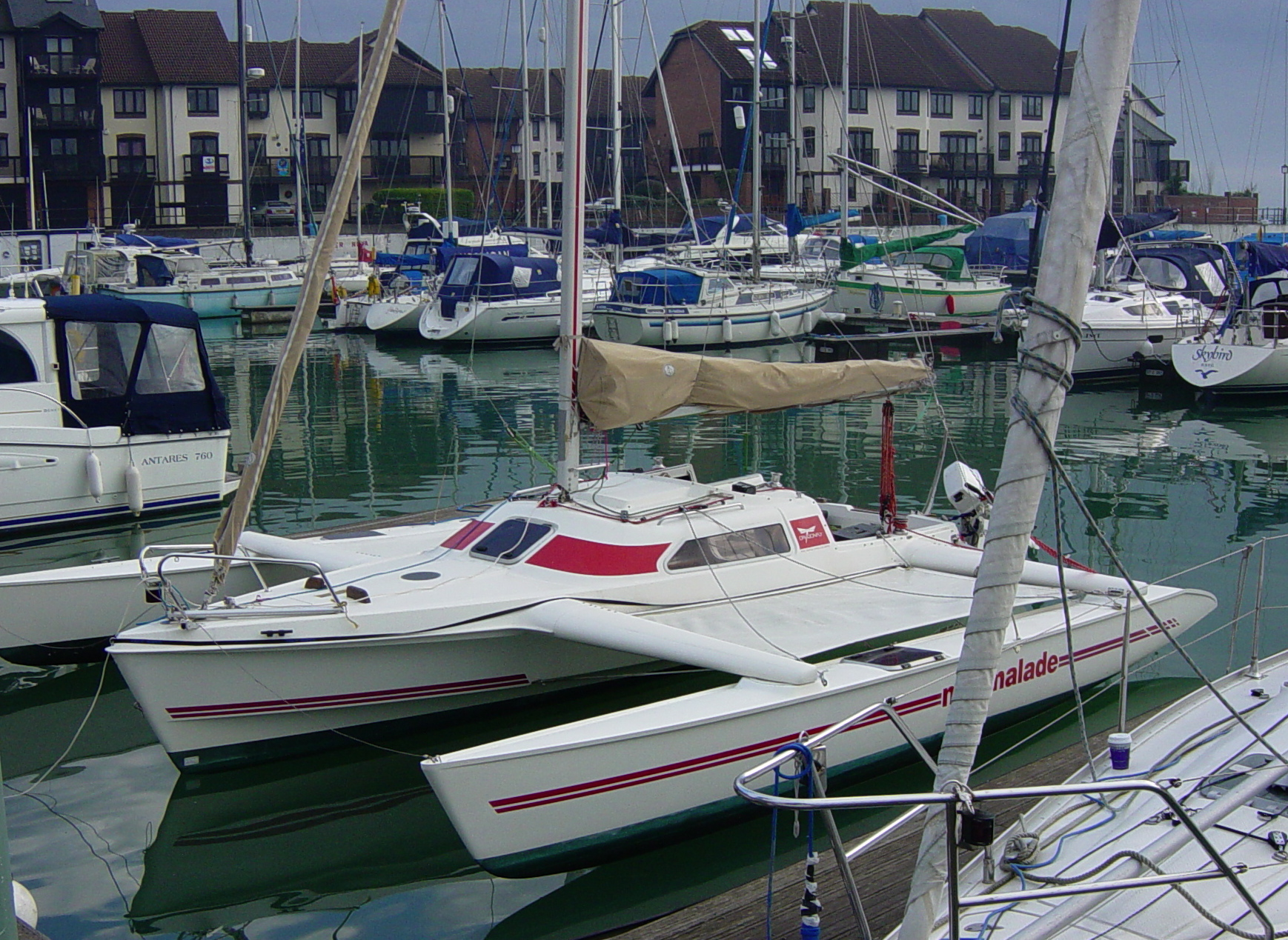
Trimarán en el año 2005.

Las consideraciones de diseño para un yate de crucero incluyen navegabilidad, rendimiento, bondad del mar y costo de construcción, de la siguiente manera:
- La navegabilidad aborda la integridad del buque y su capacidad para mantenerse a flote y proteger a su tripulación en las condiciones encontradas.
- El rendimiento depende de una serie de factores, incluida la longitud de la línea de flotación (más larga significa más rápido), la resistencia al agua (casco más estrecho con apéndices suaves), la forma del casco y la forma y el área de la vela.
- La amabilidad con el mar es un indicador de la facilidad de gobierno, la estabilidad direccional y la amortiguación del movimiento inducido por el viento y las olas.

## Tipos según su casco
Pueden ser monocasco o multicasco, como los catamaranes o los trimaranes.

## Licencias
En algunos países, como España, es necesaria la posesión de una licencia para su gobierno. La licencia está en función del tipo de embarcación, tamaño, potencia y la distancia a la que la embarcación podrá alejarse de la costa.

### España
Toda embarcación de recreo deberá disponer de su correspondiente matrícula para estar sujeta a la legislación española. Dichas matrículas, entre otras, se componen de listas según la actividad que desarrollen. Para uso recreativo o deportivo se clasifican en:
- Lista 6.ª: se registrarán las embarcaciones deportivas o de recreo que se exploten con fines lucrativos.
- Lista 7.ª: se registrarán los buques y embarcaciones cuyo uso exclusivo sea la práctica del deporte o recreo, sin propósito lucrativo o la pesca no profesional.
- Están exentas de matriculación las embarcaciones de recreo menores de 2,5 metros y los aparatos flotantes o de playa con independencia de su eslora.

Los titulados náuticos profesionales podrán desempeñar en las embarcaciones de recreo el cargo que corresponda a las atribuciones que su título profesional les confiere. En España, la Dirección General de la Marina Mercante (Ministerio de Fomento) establece las titulaciones que habilitan para el gobierno de estas embarcaciones:
| Distintivo | Título                              | Eslora max. (metros)                                                            | Zona (millas)     | Moto náutica | Notas |
| ---------- | ----------------------------------- | ------------------------------------------------------------------------------- | ----------------- | ------------ | --- |
|            | Capitán de yate                     | Embarcaciones de recreo: 24 Buques de recreo: sin límite (arqueo max.: 3000 GT) | Sin límite        | A            | Habilitación vela independiente                                                                                       |
|            | Patrón de yate                      | 24                                                                              | 150               | A            | Habilitación vela independiente                                                                                       |
|            | Patrón de embarcaciones de recreo   | 15 (→24)                                                                        | 12 (→Baleares)    | A            | Habilitación vela independiente. Habilitación 24 m. y navegación a Baleares opcional                                  |
|            | Patrón de navegación básica         | 8                                                                               | 5                 | A            | Habilitación vela independiente                                                                                       |
| —          | Licencia de navegación              | 6                                                                               | 2                 | A            | Navegación diurna |
| —          | Autorización federativa ("titulín") | 6 (potencia max.: 40 kW)                                                        | Zonas delimitadas | —            | Navegación diurna (obsoleta; sustituida por Licencia de navegación, posibilidad de canje realizando 4h. de practicas) |
| —          | Sin título                          | motor: 5 (potencia max.: 11,26 kW)                                              | 2                 | —            | Navegación diurna |
| —          | Sin título                          | vela: 6                                                                         | 2                 | —            | Navegación diurna |

Asimismo, fija sus atribuciones y las condiciones para la obtención de dichos títulos, entre las que se encuentran:
- Aprobar el examen teórico correspondiente.
- Acreditar la realización de unas prácticas de seguridad y navegación. Las prácticas de seguridad y navegación podrán sustituirse por la realización de un examen práctico (es potestad de las comunidades autónomas su convocatoria).
- Acreditar la realización de unas prácticas de radiocomunicaciones, a realizar con simuladores homologados por la Dirección General de la Marina Mercante.
- Acreditar la aptitud psicofísica en impreso o  certificado oficial, de acuerdo con los requisitos exigidos para la expedición del permiso de conducción, a realizar por los Centros de Reconocimiento de Conductores, de manera análoga a los conductores de permisos ordinarios (no profesionales) para vehículos terrestres a motor. En sustitución del certificado original, se podrá presentar fotocopia compulsada de los reconocimientos médicos en vigor para el embarque, expedida por el Instituto Social de la Marina, o los expedidos por médicos militares en los que se acredite la aptitud para navegar del militar solicitante.[12]

## Galería

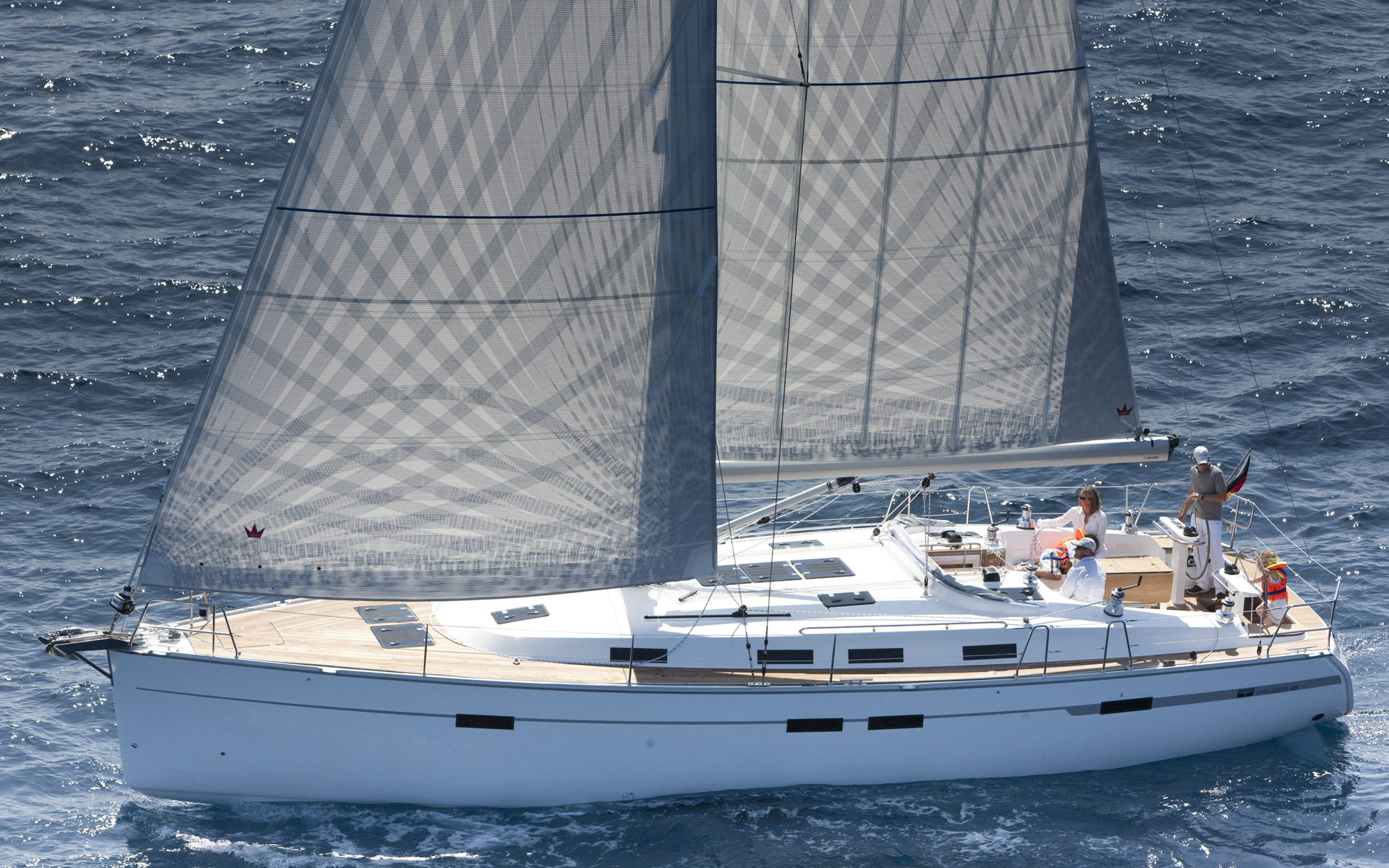
Un yate de crucero de 13,71 metros (45 pies) en 2010.
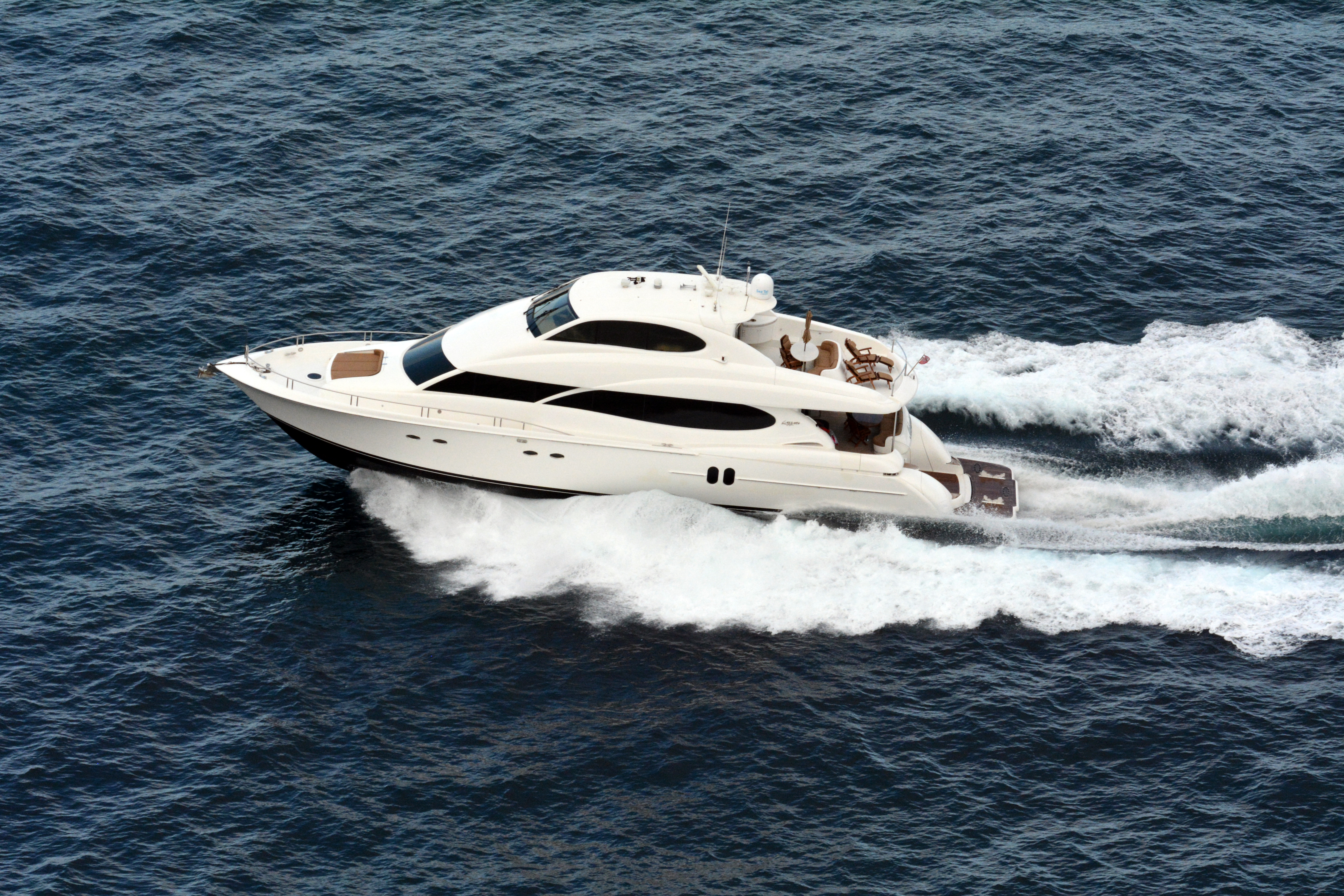
Yate de motor crucero deportivo de casco planeador Lazzara de 80 pies (24 m) en 2014.
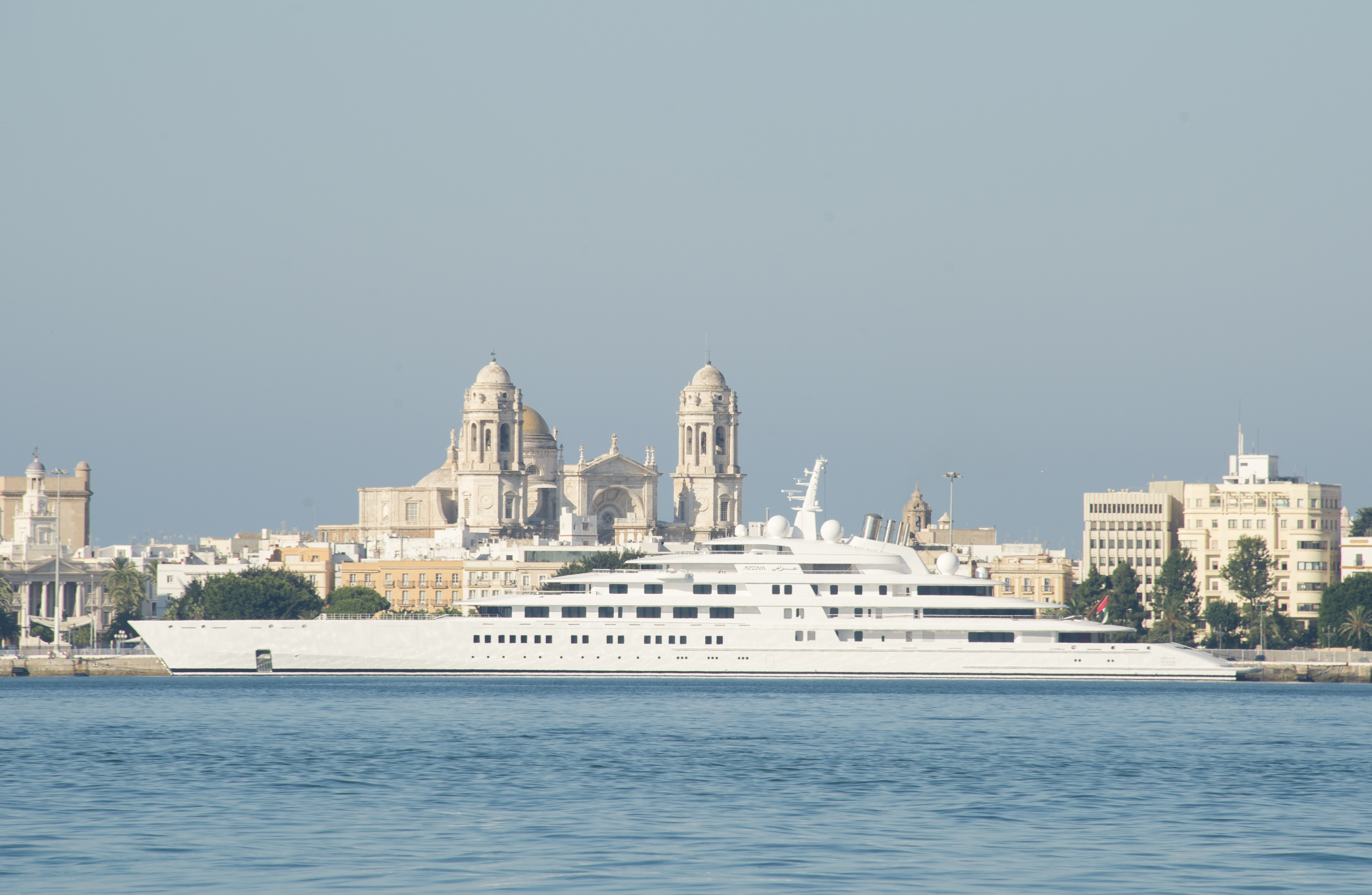
M/Y Azzam es el yate más largo del mundo.
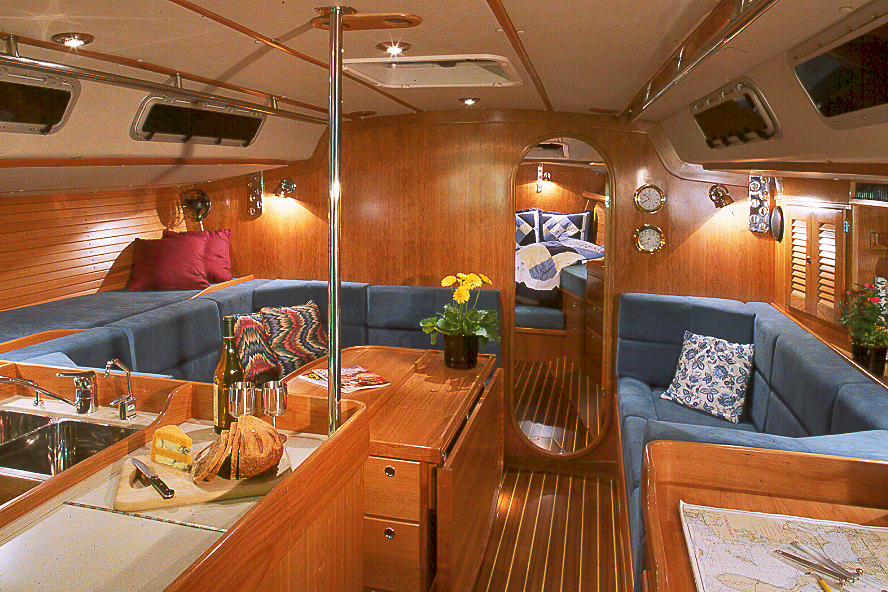
Interior de un yate de vela con mesa plegable en el salón principal, cocina a la izquierda y estación de navegación a la derecha y cabina de proa visible más allá.
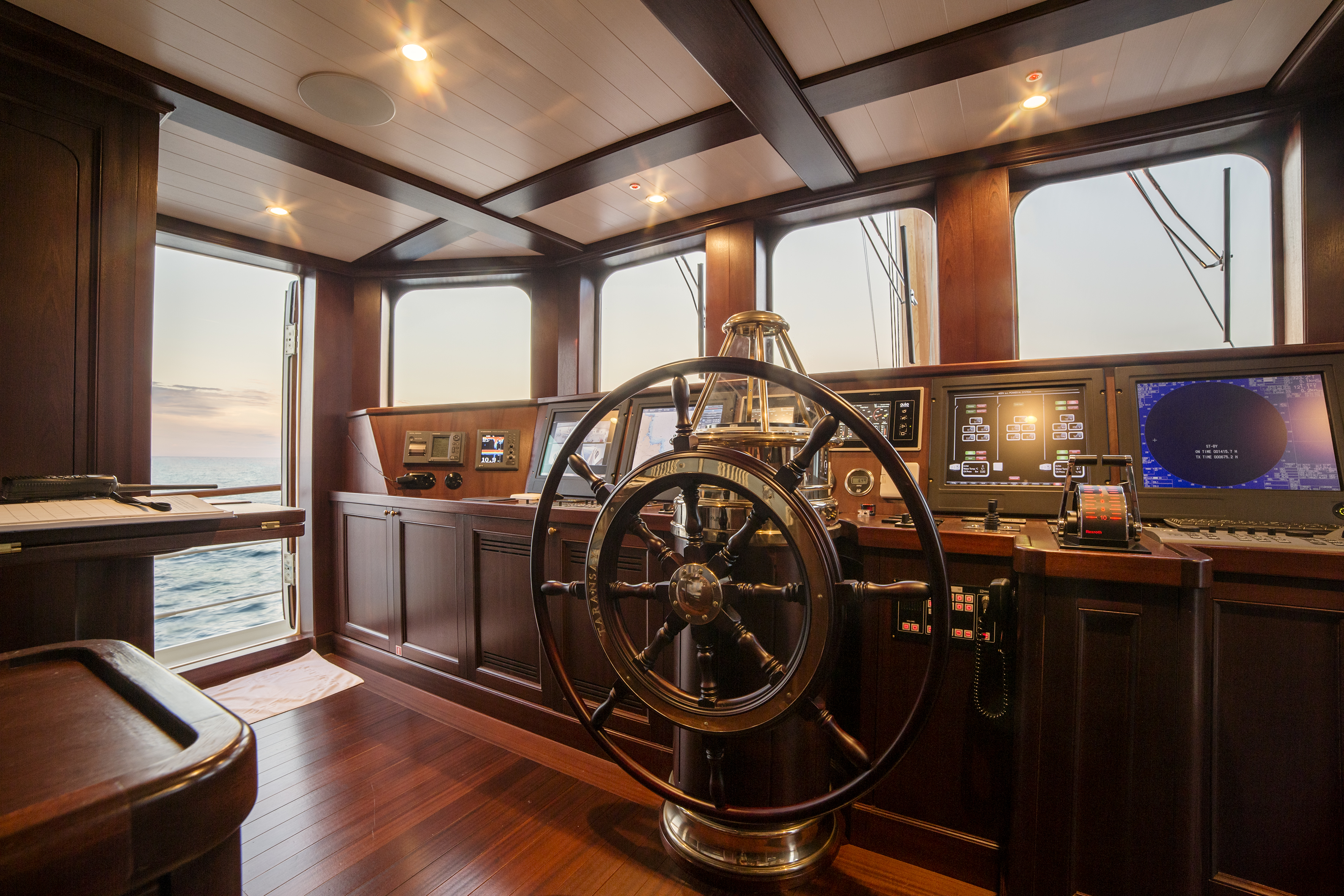
Timón de un yate de motor con pantallas de navegación y sistemas.